# 大塚ターフテック
大塚ターフテック株式会社（おおつかターフテック）は、岸和田市にあった人工芝製造・販売メーカーである。大塚グループの中の大塚化学グループに属する。
直接の親会社は大塚家具製造販売（2016年にグループを離脱後、翌2017年に株式会社ウィドゥ・スタイルに社名変更）で、大塚ホールディングスから見ればひ孫会社だったが、2014年に大塚化学の直接の子会社（大塚HDの孫会社）に移行した。2023年12月25日をもって清算結了し、会社登記を閉鎖して消滅した。

## 概要
- 1972年に大塚家具工業（IDC大塚家具（現在はヤマダデンキの店舗ブランドの一つ）とは関連なし）が大塚ポリケミカルと合併して、岸和田市の工場で人工芝やカーペットの製造・販売を開始。1984年に大塚家具工業が大塚化学薬品（現・大塚化学）と合併し、その中に家具事業部（らくらくタンスで有名）を設立。人工芝事業を拡充した。
- 2002年に大塚化学が持株会社化で大塚化学ホールディングスとなった（2009年に事業会社化して大塚化学に社名復帰）ことにより、直下完全出資による新社・大塚家具製造販売を設立し、人工芝部門は「人工芝生部」として運営。その後2007年に大塚家具製造販売から完全出資で分社化し、大塚ターフテックが設立された。

## 製品や納入実績
- ショートパイル人工芝「グランドターフ」 - 札幌ドーム、ナゴヤドーム、福岡ドーム
- ロングパイル人工芝「スーパーターフ」 - 大学・高校グラウンドで多数採用
- ショートパイル人工芝「スティングレイ」（日本テニス協会推薦、日本ソフトテニス連盟公認） - テニスコートやフットサルコートに多数採用
- ショートパイル人工芝「スティングレイマルチ」「スーパーターフ」 - 主に屋内体育館のイベントでの仮設に多用